# Руда білка (фільм)
«Руда білка» (ісп. «La ardilla roja») — мелодраматична комедія, фільм іспанського кінорежисера Хуліо Медема, другий після фільму «Корови» повнометражний фільм, знятий в 1993 році.
Учасник Каннського кінофестивалю 1993 року, нагороджений призом молодіжного журі за найкращий іноземний фільм, премія «Гойя» за найкращу музику, приз критиків та спеціальний приз журі на кінофестивалі в Жерардмері.

## У ролях
- Емма Суарес — Ліза / Софія
- Нанчо Ново — Хота
- Кармело Гомес — Фелікс
- Марія Барранко — Кармен
- Карра Елехальде — Антон
- Ені Санчез — Христина
- Енріко Ілесар — Альберто
- Елена Ірурета — Бегонія
- Ана Грація — психіатр
- Чете Лера — Сальвадор